# San Pédro
San Pédro er en by i det sydlige Elfenbenskysten, beliggende på landets atlanterhavskyst Byen har et indbyggertal (pr. 1998) på cirka 131.000, og er hovedstad i et departement af samme navn.